# Lista över Kap Verdes presidenter
Kap Verdes president är Kap Verdes statschef.

## Presidenter (1975-nutid)
Detta är en lista över Kap Verdes presidenter sedan republikens självständighet från Portugal 1975.
| Nr | President                     | President | Tillträdde posten | Lämnade posten   | Parti |
| -- | ----------------------------- | --------- | ----------------- | ---------------- | ----- |
| 1  | Aristides Pereira (1923–2011) |           | 8 juli 1975       | 22 mars 1991     | PAICV |
| 2  | António Monteiro (1944– )     |           | 22 mars 1991      | 22 mars 2001     | MpD   |
| 3  | Pedro Pires (1934– )          |           | 22 mars 2001      | 9 september 2011 | PAICV |
| 4  | Jorge Carlos Fonseca (1950– ) |           | 9 september 2011  | 9 november 2021  | MpD   |
| 5  | José Maria Neves (1960– )     |           | 9 november 2021   |                  | PAICV |